# Пакостник
„Пакостник“ (на английски: Problem Child) е американска черна комедия от 1990 г. на режисьора Денис Дюган в режисьорския му дебют и е продуциран от Робърт Симъндс. Във филма участват Джон Ритър, Майкъл Оливър, Ейми Ясбек, Гилбърт Готфрид, Джак Уордън и Майкъл Ричардс. Премиерата на филма е на 27 юли 1990 г. от „Юнивърсъл Пикчърс“ и производствената компания „Имеджин Ентъртейнмънт“. Последван е от две продължения – „Пакостник 2“ (1991) и „Пакостник 3“ (1995).

## Актьорски състав
| Актьор          | Роля                                                                                        |
| --------------- | ------------------------------------------------------------------------------------------- |
| Джон Ритър      | Бенджамин „Бен“ Хийли младши – служител на магазин за спортни стоки                         |
| Майкъл Оливър   | Джуниър Хийли – осиновеният син на „Бен“ Хийли младши                                       |
| Джак Уордън     | Бенджамин „Биг Бен“ Хили старши – собственик на спортен магазин, баща на „Бен“ Хийли младши |
| Гилбърт Готфрид | Игор Пийбоди – агентът по осиновяване в сиропиталището                                      |
| Ейми Ясбек      | Флорънс „Фло“ Хийли – съпруга на „Бен“ Хийли младши                                         |
| Майкъл Ричардс  | Мартин Бек – избягал затворник, известен с прозвището „Убиецът с папийонка“                 |
| Питър Джурасик  | Рой – съседът на „Бен“ Хийли младши и Флорънс                                               |